# Lennis Castillo
Pour les articles homonymes, voir Castillo.
Lennis Castillo, née le 3 septembre 1963 à Esmeraldas, est une taekwondoïste équatorienne.

## Carrière
Elle remporte la médaille de bronze des Championnats panaméricains de taekwondo 1986 à Guayaquil.